# The Shadowthrone
The Shadowthrone är det andra fullängdsalbumet, från 1994, av det norska black metal-bandet Satyricon. Albumet spelades in i Waterfall Studios i maj 1994 och gavs ut av Moonfog Productions i september samma år. All text och musik är skriven av Satyr. Förutom Satyr (sång, gitarr, keyboard) och Frost (trummor) deltar Samoth (även i Emperor, Arcturus och senare Zyklon) på basgitarr. Han tvingades strax efter inspelningen av detta album lämna bandet, då han fängslades för deltagande i en kyrkobränning. Som gästmusiker på keyboard deltar "S.S.", egentligen Steinar Sverd Johnsen (även i Emperor, Arcturus och Ulver).
Albumomslaget är designat av Satyr, Frost och "Nofagem".

## Låtförteckning
1. "Hvite krists død" – 8:27
2. "In the Mist by the Hills" – 8:01
3. "Woods to Eternity" – 6:13
4. "Vikingland" – 5:14
5. "Dominions of Satyricon" – 9:25
6. "The King of the Shadowthrone" – 6:14
7. "I en svart kiste" – 5:24

- Text och musik: Satyr

## Medverkande
Musiker (Satyricon-medlemmar)
- Satyr (Sigurd Wongraven) – sång, akustisk gitarr, elgitarr, keyboard
- Frost (Kjetil-Vidar Haraldstad) – trummor
- Samoth (Tomas Haugen) – basgitarr, gitarr

Bidragande musiker
- S. S. (Steinar Sverd Johnsen) – keyboard, piano

Produktion
- Satyr – producent, omslagskonst, logo, foto
- K. Moen – ljudtekniker
- Nofagem – omslagsdesign
- Frost – logo